# Final Doom
Final Doom é um jogo eletrônico de tiro e o último entre a série clássica de jogos de Doom. Foi desenvolvido pelo grupo 'TeamTNT' e publicado em junho 1996. 

## Desenvolvimento
O projeto começou através do sistema de lista de mensagens do Doom, como um projeto executado por fãs de Doom, mas foi logo "adotado" pela 'id Software', para ser liberado como um produto oficial da produtora. O projeto realizado pelos membros do grupo TeamTNT foram divididos em dois distintos episódios denominados: The Plutonia Experiment e TNT: Evilution. Eles são formados por dois megawads com 32 níveis cada, feitos especialmente para a engine do jogo Doom II: Hell on Earth. Além dos mapas, há muitas texturas e músicas novas.
As versões TNT: Evilution e Plutonia Experiment foram construídas utilizando-se todos os recursos oficiais da engine executável do jogo Doom II: Hell on Earth, permitindo que sejam jogados como uma aplicação autônoma. Existe um grande número de fases novas, mas os inimigos são os mesmos: zombies, shotguns guys, imps, lost souls, além das  armas que são as mesmas: Pistola, escopeta, chaingun, rocket launcher, rifle de plasma e a BFG 9000.

## Jogabilidade

### Mapas
O episódio The Plutonia Experiment foi feito pelos irmãos Dario e Milo Casali e teve uma continuação não-oficial chamada Plutonia 2, feito por um outro time de programadores completamente diferente.

#### TNT: Evilution
| Nome                                    | Tradução                     | Música de fundo            | Designer                      |
| --------------------------------------- | ---------------------------- | -------------------------- | ----------------------------- |
| MAP01: System Control                   | Controle do Sistema          | Sadistic                   | Tom Mustaine                  |
| MAP02: Human BBQ                        | Churrasco Humano             | Smells Like Burning Corpse | John Wakelin                  |
| MAP03: Power Control                    | Controle de Energia          | Message For The Archvile   | Robin Patenall e John Minadeo |
| MAP04: Wormhole                         | Buraco de minhoca            | Death's Bells              | Ty Halderman                  |
| MAP05: Hanger                           | Carrasco                     | More                       | Jim Dethlefsen                |
| MAP06: Open Season                      | Temporada Aberta             | Agony Rhapsody             | Jimmy Sieben e Ty Halderman   |
| MAP07: Prison                           | Prisão                       | Soldier Of Chaos           | Andrew Dowswell               |
| MAP08: Metal                            | Metal                        | Into The Beast's Belly     | John Minadeo                  |
| MAP09: Stronghold                       | Fortaleza                    | Sadistic                   | Jimmy Sieben                  |
| MAP10: Redemption                       | Redenção                     | Infinite                   | Tom Mustaine                  |
| MAP11: Storage Facility                 | Galpão de Depósitos          | Let's Kill At Will         | Dean Johnson                  |
| MAP12: Crater                           | Cratera                      | The Dave D. Taylor Blues   | Jim Lowell                    |
| MAP13: Nukage Processing                | Processamento de Radiação    | Death's Bells              | Brian Kidby e Ty Halderman    |
| MAP14: Steel Works                      | Siderúrgica                  | Cold Subtleness            | Robin Patenall                |
| MAP15: Dead Zone                        | Zona Inativa                 | Smells Like Burning Corpse | William Whitaker              |
| MAP31: Pharaoh (missão secreta)         | Faraó                        | Legion Of The Lost         | Dario Casali                  |
| MAP32: Caribbean (missão super secreta) | Caribe                       | Into Sandy's City          | Dario Casali                  |
| MAP16: Deepest Reaches                  | Os Lugares Mais Profundos    | Blood Jungle               | Andre Arsenault               |
| MAP17: Processing Area                  | Área de Processamentos       | More                       | Tom Mustaine                  |
| MAP18: Mill                             | Moinho                       | Infinite                   | Dario Casali e Ty Halderman   |
| MAP19: Shipping / Respawning            | Transportando / Refabricando | Countdown To Death         | Ty Halderman e Jimmy Sieben   |
| MAP20: Central Processing               | Central de Processamentos    | Horizon                    | Drake O'Brien                 |
| MAP21: Administration Center            | Centro Administrativo        | Into Sandy's City          | Drake O'Brien                 |
| MAP22: Habitat                          | Habitat                      | AimShootKill               | Christopher Buteau            |
| MAP23: Lunar Mining Project             | Projeto de Mineração Lunar   | Bye Bye American Pie       | Paul Turnbull                 |
| MAP24: Quarry                           | Escavação                    | Between Levels             | Dean Johnson                  |
| MAP25: Baron's Den                      | Toca dos Barões              | DOOM                       | David "Mentzer" Hill          |
| MAP26: Ballistyx                        | Estige Balística             | Blood Jungle               | Mark Snell                    |
| MAP27: Mount Pain                       | Monte da Dor                 | Into The Beast's Belly     | Drake O'Brien                 |
| MAP28: Heck                             | Inferno                      | AimShootKill               | Milo Casali                   |
| MAP29: River Styx                       | Rio Estige                   | Death's Bells              | Jimmy Sieben                  |
| MAP30: Last Call                        | Último Chamado               | Into The Beast's Belly     | Jimmy Sieben                  |

#### The Plutonia Experiment
| Nome                                  | Tradução                 | Música de fundo                |
| ------------------------------------- | ------------------------ | ------------------------------ |
| MAP01: Congo                          | Congo (África)           | The Imp's Song                 |
| MAP02: Well of Souls                  | Poço das Almas           | Dark Halls                     |
| MAP03: Aztec                          | Asteca (América Central) | On The Hunt                    |
| MAP04: Caged                          | Enjaulado                | Kitchen Ace (And Taking Names) |
| MAP05: Ghost Town                     | Cidade Fantasma          | Hiding The Secrets             |
| MAP06: Baron's Lair                   | Covil do Barão           | Sign Of Evil                   |
| MAP07: Caughtyard                     | Campo de Captura         | I Sawed The Demons             |
| MAP08: Realm                          | Reino                    | The Demons From Adrian's Pen   |
| MAP09: Abattoire                      | Matadouro                | Deep Into The Code             |
| MAP10: Onslaught                      | Ataque Violento          | Demons On The Prey             |
| MAP11: Hunted                         | Caçado                   | Sweet Little Dead Bunny        |
| MAP12: Speed                          | Velocidade               | Facing The Spider              |
| MAP13: The Crypt                      | A Cripta                 | Donna To The Rescue            |
| MAP14: Genesis                        | Gênese                   | Nobody Told Me About Id        |
| MAP15: The Twilight                   | O Crepúsculo             | Waltz Of The Demons            |
| MAP31: Cyberden (missão secreta)      | Cibercovil               | Sign Of Evil                   |
| MAP32: Go 2 It (missão super secreta) | Ataque-o                 | Nobody Told Me About Id        |
| MAP16: The Omen                       | O Agouro                 | Untitled (Mouth For War)       |
| MAP17: Compound                       | Complexo                 | At Doom's Gate                 |
| MAP18: Neurosphere                    | Esfera da Neurose        | Demons On The Prey             |
| MAP19: NME                            | Inimigo                  | Suspense                       |
| MAP20: The Death Domain               | O Domínio da Morte       | Message For The Archvile       |
| MAP21: Slayer                         | Assassino                | Doom II Read Me                |
| MAP22: Impossible Mission             | Missão Impossível        | The Dave D. Taylor Blues       |
| MAP23: Tombstone                      | Lápide                   | Bye Bye American Pie           |
| MAP24: The Final Frontier             | A Fronteira Final        | In the Dark                    |
| MAP25: The Temple of Darkness         | O Templo da Escuridão    | Adrian's Asleep                |
| MAP26: Bunker                         | Esconderijo              | Message For The Archvile       |
| MAP27: Anti-Christ                    | Anti-Cristo              | I Sawed The Demons             |
| MAP28: The Sewers                     | Os Esgotos               | The Demons From Adrian's Pen   |
| MAP29: Odyssey of Noises              | Odisseia dos Barulhos    | At Doom's Gate                 |
| MAP30: The Gateway to Hell            | O Portal para o Inferno  | The End of DOOM                |